# Parente di Giotto
Pour les articles homonymes, voir Giotto (homonymie).

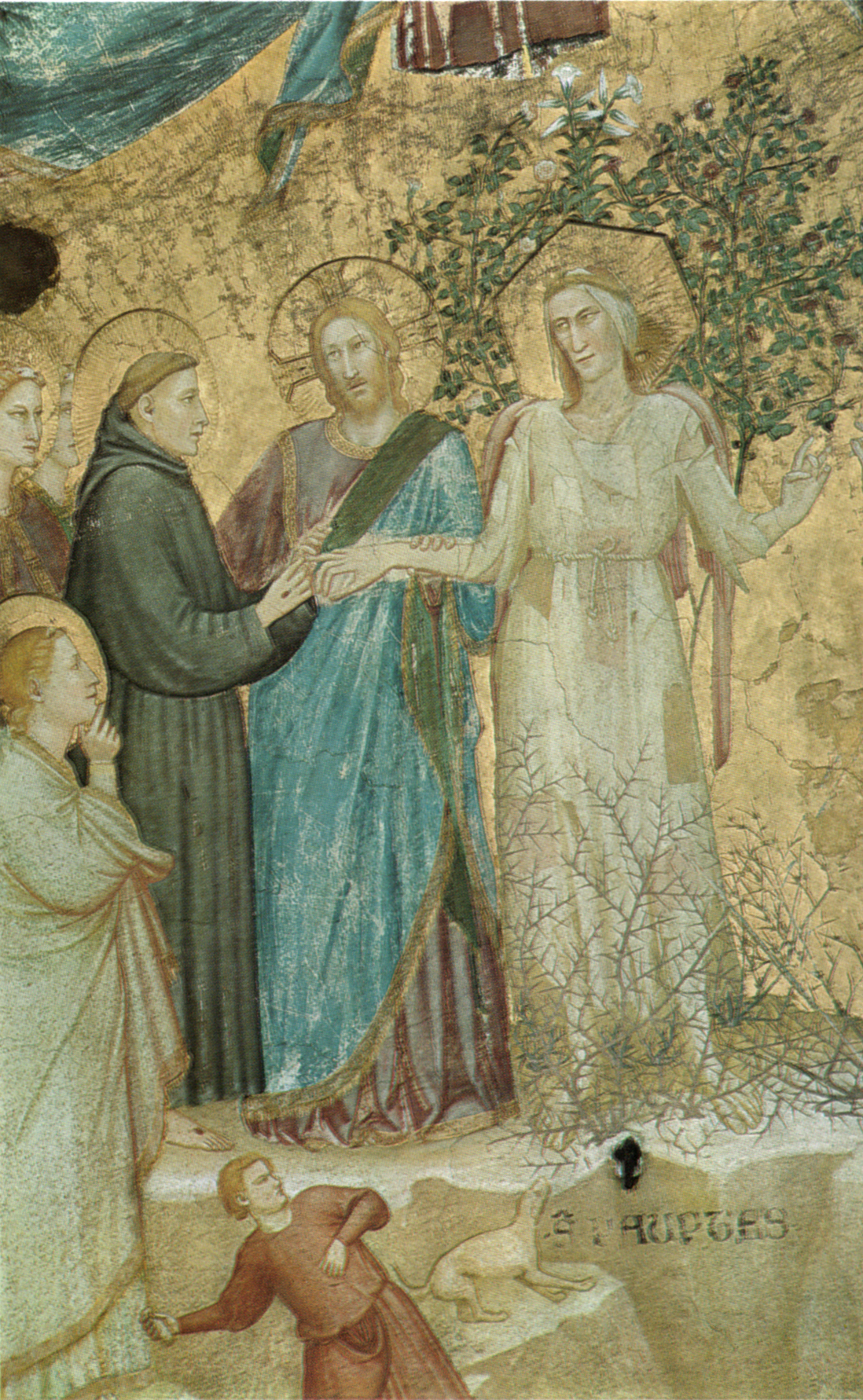
Saint François épousant Dame Pauvreté, Fresque d'Assise

Parente di Giotto est le nom de convention attribué à un maître anonyme par l'historien de l'art Giovanni Previtali à un élève de Giotto très proche du maître, qui aurait travaillé pour lui aux décorations de la basilique Saint-François d'Assise sur une commande qu'il n'aurait pu réaliser lui-même.

## Identification probable
Certains critiques d'art  l'identifient (Maestro oblungo pour Adolfo Venturi, Maestro del polittico Stefaneschi pour Richard Offner et Millard Meiss, Maestro del polittico di S. Reparata pour Roberto Longhi et Parente di Giotto pour Giovanni Previtali)  avec le mystérieux Stefano Fiorentino, cité par Vasari comme élève très talentueux, mais dont on ne connaît aucune œuvre certaine préservée.
Certaines œuvres pourraient être de sa main :  comme le grand crucifix de l'église d'Ognissanti, le diptyque avec la Crucifixion et la Vierge à l'Enfant trônant avec des saints et des vertus (musée de Strasbourg et collection particulière à New York), la Crucifixion de Berlin et les fresques des Miracles de saint François après sa mort (église inférieure, transept droit de la basilique Saint-François d'Assise) ainsi que certaines Allégories franciscaines également dans l'église inférieure.